# Señorío de Salas
El Señorío de Salas, situado en el Concejo de Salas, en Asturias, surge en el año 1138, año en que el rey de León Alfonso VII otorgó a la familia Lamuño, (natural del pueblo que lleva su nombre), las localidades de Salas, Lamuño y los cotos de San Salvador y de Linares, que pasaron a formar parte de las tierras de dicho Señorío, siendo el primer Señor de Salas don Fernando de Lamuño. 
En el siglo XIII varios miembros de la familia Lamuño se trasladaron al valle del Nalón, a la zona de lo que hoy es el Concejo de San Martín del Rey Aurelio, asentándose en las pedanías de La Cabezada y de San Mamies (San Mames), obteniendo los dominios de Peñacorvera y los Cotos del Entralgo, Tiraña (que llegó a elevarse a Condado), y del Valle del Lorío (Llorio).
A partir de 1380, los Lamuño perdieron poder en Salas a favor de la familia Doriga y posteriormente de la familia Malleza. Aunque desde 1510 los que gobernaban el Concejo eran los Valdés-Salas, familia en la que destaca la figura del Inquisidor General del Reino Fernando de Valdés y Salas, quienes estaban emparentados con los Lamuño. 
No obstante el título o dignidad de señor de Salas se mantuvo en manos de la familia Lamuño hasta el decreto de la abolición de los privilegios de los Mayorazgos y Señoríos, llevada a cabo en las Cortes de Cádiz el 1 de julio de 1811 y siendo abolidos definitivamente dichos privilegios en 1837, reinando en España Isabel II de Borbón y Borbón.
- Datos: Q6126719